# Noh Sang-hyun
Noh Sang-hyun (en hangul, 노상현; nacido el 19 de julio de 1990), también conocido como Steve Sanghyun Noh, es un actor y modelo surcoreano.

## Vida personal
Nació en Corea del Sur pero sus padres le enviaron a vivir a Canadá cuando estaba en sexto curso. Fue a Estados Unidos para los estudios de secundaria, y más adelante, en Boston, se graduó en el Departamento de Administración de Empresas del prestigioso Babson College. Las expectativas familiares eran que se convirtiese en abogado, pero él tenía curiosidad por el mundo de las empresas y las marcas comerciales, y de ahí su elección. Regresó a Corea del Sur en marzo de 2018, donde cumplió el servicio militar en una unidad de primera línea desde el 13 de marzo de ese año hasta el 10 de noviembre de 2019.

## Carrera
Mientras estaba en la universidad quiso experimentar con la actuación. Además de su actividad como actor, ha estado activo como modelo a través de numerosos anuncios y sesiones fotográficas. Sus primeros pasos como profesional los dio en publicidad y en vídeos musicales, como Why Are You Being Like This? del grupo femenino T-ara, incluida en el EP Temptastic, de 2010. Ha aparecido en reportajes de moda de publicaciones como GQ, Marie Claire, Elle e ICON.
Como actor, empezó en series web y en películas independientes. Sin embargo, a los 28 años sentía que su carrera no avanzaba y que no había logrado nada, cuando la interrumpió por casi dos años para cumplir el servicio militar. Después retomó sus actividades profesionales, de modo que a principios del año siguiente hizo ya una aparición especial en la serie web XX.
El papel que lo dio a conocer al público y supuso una importante inflexión en la trayectoria del actor llegó en 2022; fue el personaje de Baek Isak, el pastor protestante y marido de la protagonista en la serie Pachinko. La propia experiencia vital de Noh, como asiático en Estados Unidos y coreanoestadounidense en Corea, le ayudó en la construcción del personaje. Fue elegido para el papel tras un proceso de audición muy largo y articulado, y de hecho fue casi el último llegado al reparto. Pero su actuación «delicada y emocional» obtuvo mucho éxito, particularmente entre las espectadoras.
2022 fue un año decisivo para la carrera de Noh no solo por Pachinko, sino porque multiplicó su presencia en televisión. De ese año, en efecto, es el papel de Lee Sang-wook, el jefe del departamento de investigación del Servicio Nacional de Impuestos de Seúl, en Detrás de cada estrella de tvN. Y casi simultáneamente salió al aire en KBS2 Curtain Call, donde encarna al verdadero nieto de la protagonista, convertido en criminal, Ri Moon-sung. Por último, debutó en el mundo de las variedades televisivas con un programa de viajes del canal MBC.
En 2024, en Mi San Valentín militar, interpretó un nuevo personaje donde se mezcla lo estadounidense y lo coreano: se trata de John Kim, un soldado del país americano de estancia en Corea. En esta ocasión, sin embargo, se trata de un personaje cómico, que Noh eligió por su deseo de probar nuevos registros y no quedarse estancado. Este mismo año, además de una breve aparición en la segunda temporada de Pachinko, protagonizó su primera película comercial, Love in the Big City, donde es Heung-soo, un joven que intenta mantener oculta su homosexualidad con la ayuda de una amiga a la que muchos consideran su pareja.

## Filmografía

### Cine
| Año  | Título               | Hangul                     | Papel                             | Notas              | Ref.          |
| ---- | -------------------- | -------------------------- | --------------------------------- | ------------------ | ------------- |
| 2015 | The Wicked Are Alive | 악인은 살아 있다           | Joven veinteañero                 |                    |               |
| 2016 | Seoul Searching      | 서울 서칭                  | EO                                |                    |               |
| 2018 | Spring in Summer     |                            | David                             | Cortometraje       |               |
| 2018 | New Old Story        | 신 전래동화                | Chris Jung                        | Aparición especial |               |
| 2019 | Money                | 돈                         | Gestor de ventas en el extranjero |                    |               |
| 2023 | Love My Scent        | 우리 사랑이 향기로 남을 때 | James                             |                    | [ 12 ]        |
| 2024 | Love in the Big City | 대도시의 사랑법            | Heung-soo                         | Protagonista       | [ 13 ] [ 11 ] |

### Series de televisión
| Año  | Título                     | Papel                  | Canal            | Notas                         | Ref.          |
| ---- | -------------------------- | ---------------------- | ---------------- | ----------------------------- | ------------- |
| 2017 | We Are Peaceful Brothers   | Lee Yoon               | Naver TV         | Serie web, protagonista       | [ 14 ]        |
| 2020 | XX                         | —                      | V Live           | Serie web, aparición especial | [ 5 ]         |
| 2020 | Fight Hard, Love Harder 2  | Lee Seong-cheol        | Lifetime Channel | Serie web, episodio 3         | [ 15 ]        |
| 2020 | Alice                      | Estudiante delincuente | SBS              |                               |               |
| 2020 | 300 Year-Old Class of 2020 | Jeon Kang-woon         |                  | Serie web, episodio 4         | [ 16 ]        |
| 2022 | Pachinko                   | Baek Isak              | Apple TV         | Serie web                     | [ 17 ]        |
| 2022 | Curtain Call               | Ri Moon-sung           | KBS2             |                               | [ 8 ]         |
| 2022 | Detrás de cada estrella    | Lee Sang-wook          | tvN              |                               | [ 7 ] [ 18 ]  |
| 2023 | Soundtrack 2               | Ji Su-ho               | Disney+          | Serie web                     | [ 19 ]        |
| 2024 | Mi San Valentín militar    | John Kim               | Viki             | Serie web                     | [ 20 ]        |
| 2024 | Pachinko                   | Baek Isak              | Apple TV         | Serie web, segunda temporada  | [ 21 ] [ 10 ] |
| —    | All the Love You Wish For  | Soo-hyeon              | Netflix          | Serie web                     | [ 22 ]        |

### Variedades televisivas
| Año  | Título                        | Canal | Función             | Notas                                                        | Ref.  |
| ---- | ----------------------------- | ----- | ------------------- | ------------------------------------------------------------ | ----- |
| 2022 | With the Silk of Dohpo Flying | MBC   | Miembro del reparto | con Kim Jong-kook, Ji Hyun-woo, Joo Woo-jae y Hwang Dae-heon | [ 9 ] |

## Premios y nominaciones
| Año  | Premios                          | Categoría                       | Papel                | Resultado | Ref.          |
| ---- | -------------------------------- | ------------------------------- | -------------------- | --------- | ------------- |
| 2022 | 84.os Premios Peabody            | Entretenimiento                 | Pachinko             | Ganador   | [ 23 ]        |
| 2022 | Premios KBS Drama                | Mejor actor revelación          | Curtain Call         | Nominado  | [ 24 ]        |
| 2023 | 38.os Premios Independent Spirit | Mejor interpretación de reparto | Pachinko             | Ganador   | [ 25 ]        |
| 2025 | 61.os Premios Baeksang Arts      | Mejor actor revelación (cine)   | Love in the Big City | Pendiente | [ 26 ] [ 27 ] |